# 육회
육회는 대한민국의 요리에서 회의 일종으로 흔히 채를 친 쇠고기를 익히지 않고, 갖은 양념으로 버무려 먹는 음식이다. 양념하지 않은 것은 육사시미라 불러 구분한다.
육회는 문자 그대로 '얇게 썰어 익히지 않은 고기'를 의미한다. 따라서 가장 엄격한 의미에서 이 용어는 양념 없이 먹기 위해 잘게 썬 모든 날고기 요리를 의미하지만, 구어적으로 육회는 양념한 날쇠고기 조각 요리를 의미한다. 요즘에는 비교적 드물지만, 육회는 모든 종류의 고기로 만들 수 있다. 다른 고기로 만든 육회는 고기의 출처를 명시하는데, 예를 들어 꿩육회는 꿩으로 만들고, 말육회는 말 고기로 만든다.
육회는 우둔살과 같은 기름기가 적은 부위로 가장 흔하게 만들지만, 더 부드러운 쇠고기 부위를 사용할 수도 있다. 쇠고기는 얇게 썰어 지방을 제거한다. 그런 다음 소금, 설탕, 참기름, 후추, 마늘로 양념한다. 한국 배, 날달걀 노른자, 잣은 흔히 고명으로 사용된다. 서양의 타르타르나 레반트의 키베 나이예와 유사하다.
육회는 간, 콩팥, 염통, 천엽, 양과 같은 다른 쇠고기 부위로도 만드는데, 이 경우 요리를 갑회 라고 한다. 재료는 불쾌한 냄새를 제거하기 위해 깨끗이 씻고 소금을 뿌린 다음 헹구고 건조시킨다. 갑회는 보통 참기름, 소금, 후추로 양념하고 매콤한 겨자 소스와 함께 제공한다. 북한지역에서는 주로 염소고기로 육회를 만들며, 웹사이트 조선료리에서는 염소고기회라는 이름으로 등재되어 있다.

## 역사

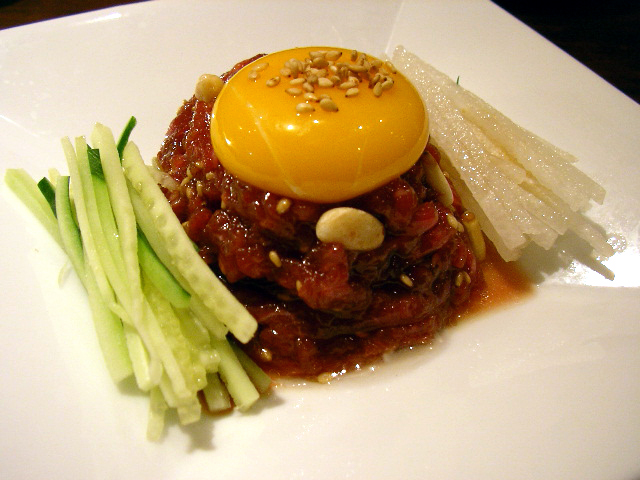
오이와 배채를 곁들인 육회

19세기 요리책 『시의전서』(시의전서, 是議全書)에 따르면 연한 쇠고기를 얇게 썰어 피를 빼고 곱게 채썬다. 채썬 쇠고기는 다진 대파, 다진 마늘, 후추, 기름, 꿀, 잣, 깨, 소금 등을 섞은 양념장에 재운다. 찍어 먹는 소스인 초고추장(초고추장, 고추 양념에 식초와 설탕을 섞은 것)은 후추나 꿀을 곁들여 맛에 따라 조절할 수 있다.

## 육회로 만든 음식
- 육회비빔밥 - 육회에 채소와 밥을 비벼 먹는 음식이다.

## 요리법
기름기 없는 쇠고기의 우둔살 부위를 얇게 저며, 결을 끊어 가늘게 채썬다. 간장과 참기름, 깨소금, 설탕, 후춧가루 등에 다진 파와 마늘 등을 섞어 양념장을 만든다. 준비된 쇠고기에 양념을 부어 고루 무치고, 채를 썬 배를 같이 접시에 담는다. 밥 및 육회와 육포 및 양념으로 재운 것, 물을 곁들여 밥과 섞어 먹는 경우가 많다.

## 종류

### 쇠고기
- 천엽회 - 천엽
- 등골회 - 등골
- 두골회 - 뇌
- 간회 - 간
- 갑회 - 간, 콩팥, 천엽, 막창
- 잡회 - 간, 양, 콩팥, 살코기
- 콩팥회 - 콩팥
- 사태회 - 사태
- 쇠심회 - 힘줄
- 양간회 - 양과 간
- 양회 - 양
- 육회 - 살코기

### 기타 육류

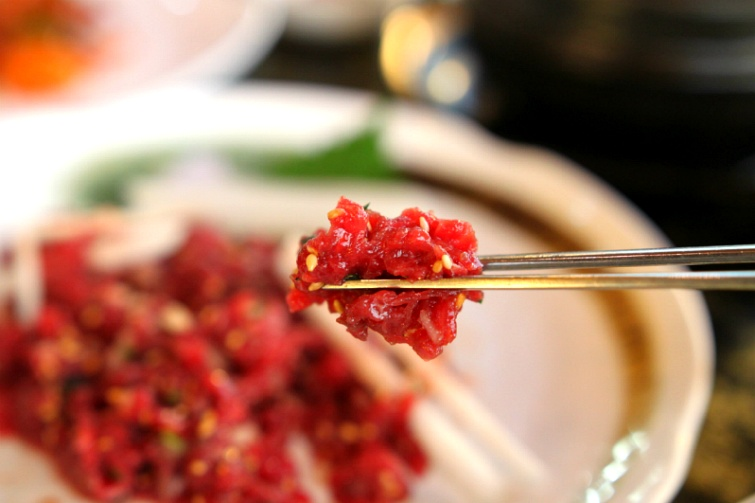
말고기육회

- 동치회 - 꿩고기
- 장육회 - 노루 사슴고기
- 녹육회 - 꽃사슴 또는 백두산사슴고기
- 산저회 - 멧돼지 돼지고기
- 토육회 - 토끼 고기
- 양육회 - 양고기

## 안전성
한국 요리에서 고기는 특정 요리법에 따라 신선도, 품질, 부위 구분에 대한 매우 상세한 분류를 가지고 있다. 육회는 날쇠고기를 사용하기 때문에 신선도가 가장 중요한 기준이며, 이 대표적인 요리에 사용되는 쇠고기의 경우 해동 후 하루 이내에 사용하는 것이 좋으며, 전통적으로 도축 후 하루 이상 숙성시키지 않아야 한다. 육회 단골 고객들은 잘 알려진 고품질 쇠고기 유통업체를 보유한 믿을 수 있는 식당이나 정육점을 이용하는 경우가 많다.
2004년부터 한국 정부는 쇠고기 이력추적제를 운영하고 있다. 이 시스템은 소의 나이, 공급업체, 유통업체, 쇠고기의 등급, 도축 날짜 및 도축장을 포함한 ID 번호를 요구한다. 한국의 대부분의 훌륭한 쇠고기 식당은 벽에 쇠고기 정보를 게시한다. 또한 정육점에서는 "소 들어오는 날"(소 들어오는 날)이라는 표지판을 게시하는데, 이 말은 한국에서 잘 알려진 관용구가 되었다. 그리고 이는 당일 신선하게 도축된 쇠고기가 공급된다는 의미이다.
날쇠고기는 병원성 세균에 오염될 수 있으며, 특히 출혈성 대장균 (O111 또는 O157:H7)이 우려된다. 쇠고기의 신선도로만 위험을 줄일 수 있다.

### 2011년 일본 육회 식중독 사건
2011년 4월과 5월, 일본 도야마현과 가나가와현의 야키니쿠 체인점 '야키니쿠 슈카 에비스'의 여러 지점에서 날것으로 먹기에 부적합한 쇠고기로 만든 유케(육회의 일본식 표기)를 먹고 5명이 사망하고 35명 이상이 입원했으며, 많은 경우 출혈성 대장균이 발견되었다.
2011년 10월 22일, 마지막으로 입원했던 피해자 14세 소년이 용혈성 요독 증후군으로 사망했다. 이 사건의 최종 사망자는 5명이었다. 그 결과 후생노동성은 표면 오염 제거를 위한 날쇠고기 손질 규정을 마련했으며, 일본 후생노동성은 오염을 더욱 줄이기 위해 표면을 1cm 깊이로 조리하도록 하는 새로운 규정을 개발했다. 그러나 육회 개별 조각의 치수는 1cm 입방체보다 훨씬 작기 때문에 쇠고기를 이 기준에 맞게 준비하면 완전히 익게 되어 더 이상 육회가 아니게 된다.

## 갤러리

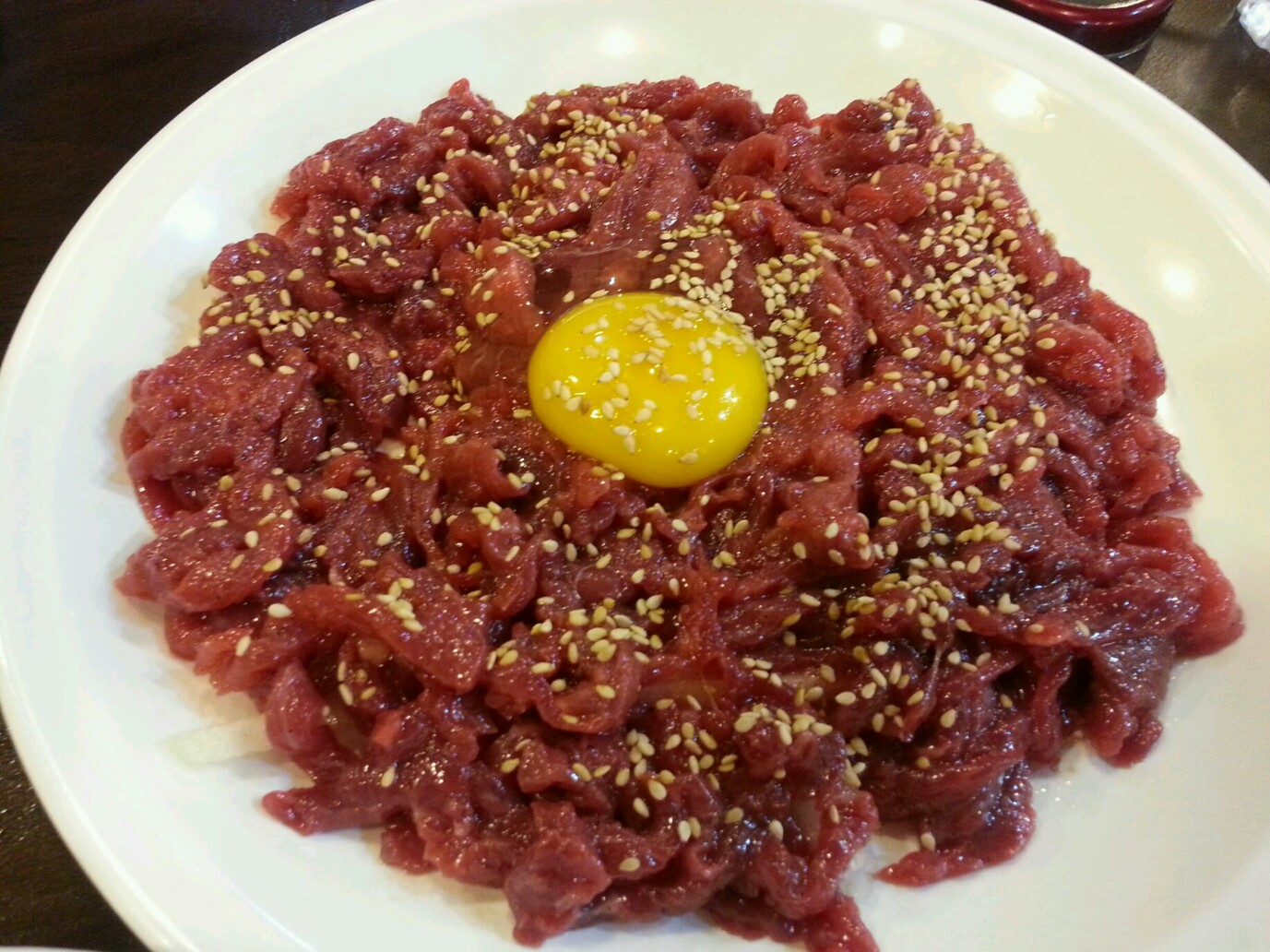
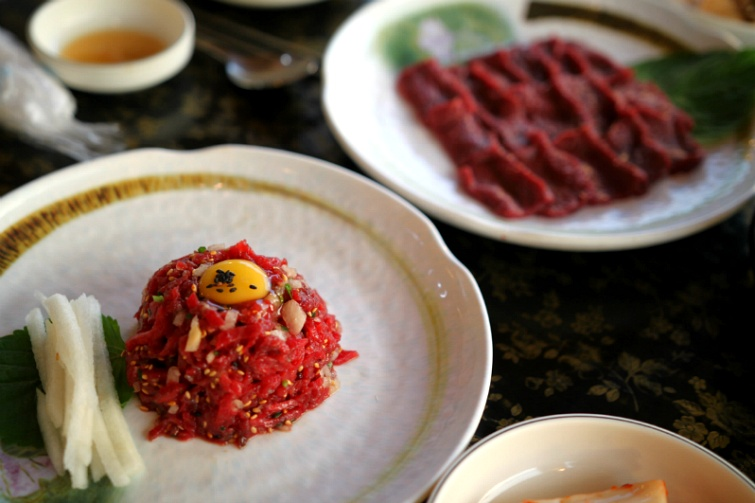
말고기 육회 (말고기 타르타르)
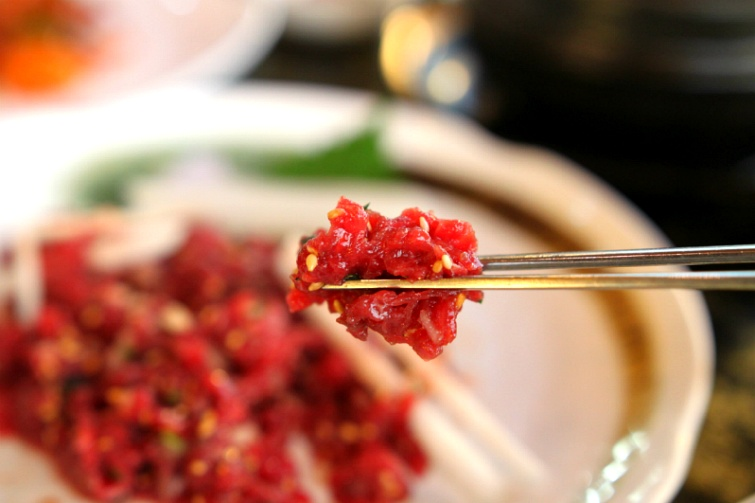
말고기 육회 (말고기 타르타르)
- 잘게 썬 산낙지를 곁들여 제공되는 쇠고기 타르타르

## 같이 보기
- 뭉티기
- 육사시미
- 스테이크 타르타르
- 크트포
- 킵베 나이예
- 회
- 한국 궁중 요리
- 쇠고기 요리 목록
- 시의전서
- 메트